# Tyet
Tyet is een symbool uit de Egyptische mythologie, dat sinds het Nieuwe Rijk toebehoort aan de Godin Isis.
Tyet heeft veel weg van ankh, het Egyptische levenskruis, behalve het feit dat de beide armen omlaag hangen. Het betekent ook hetzelfde als de ankh: iets als 'welvaart' of 'leven'. Mogelijk is tyet een synoniem van de ankh. Het teken is in haar oudste editie gevonden in een reliëf uit de 3e dynastie, maar is volgens egyptologen veel ouder; zij vermoeden dat het teken minstens uit de proto-dynastieke periode stamt. In de oude tijd werd het amulet veelal omgesmolten tot de gezichten van Hathor of Bat als embleem voor hun cultusstatussen (dat tevens het kenteken van de kherep-ah, de paleiswacht werd). De link met Isis in het Nieuwe Rijk is waarschijnlijk ontstaan vanuit de associaties die tyet had met de Djed, een ander Egyptisch symbool. In wandschilderingen werd de tyet vaak vanuit decoratief oogpunt gebruikt met de Djed.
Tyet werd in het oude Egypte vaak Bloed van Isis of Isis' knoop genoemd. De naam Bloed van Isis verwijst naar de magische eigenschappen van Isis' menstruatie. De naam Isis' knoop is vooral terug te vinden in de vorm van het symbool.
In het Egyptisch Dodenboek staat over de tyet geschreven:
U bezit uw bloed, Isis, u bezit uw macht, Isis, u bezit uw magie, Isis. De amulet (tyet, red.) is een bescherming voor deze Grote, dat iedereen zal afweren die een misdadige handeling tegen Hem zou beramen.